# (100248) 1994 RB13
(100248) 1994 RB13 es un asteroide perteneciente al cinturón de asteroides, descubierto el 3 de septiembre de 1994 por Eric Walter Elst desde el Observatorio de La Silla, Chile.

## Designación y nombre
Designado provisionalmente como 1994 RB13.

## Características orbitales
1994 RB13 está situado a una distancia media del Sol de 2,526 ua, pudiendo alejarse hasta 2,804 ua y acercarse hasta 2,249 ua. Su excentricidad es 0,109 y la inclinación orbital 3,565 grados. Emplea 1467 días en completar una órbita alrededor del Sol.

## Características físicas
La magnitud absoluta de 1994 RB13 es 16,3.